# Marsha Ambrosius
Marsha Ambrosius (Liverpool, 8 agosto 1977) è una cantautrice inglese.

## Biografia
Membro del gruppo Floetry insieme a Natalie Stewart dal 1997 al 2007, nel marzo 2011 ha pubblicato un album solista intitolato Late Nights & Early Mornings. Nel corso della sua carriera è conosciuta anche per avere collaborato con diversi esponenti della scena musicale hip hop statunitense come Styles P, The Game, Busta Rhymes, Solange Knowles, Wale, Macy Gray, Tyga, Ne-Yo e molti altri.
Il suo disco del 2011 ha raggiunto la posizione #2 della classifica Billboard 200.

## Discografia
Album solista
- 2011 - Late Nights & Early Mornings (J Records)